# سعيد أحمد إسماعيل الجناحي
سعيد أحمد إسماعيل الجناحي (1937- 30 سبتمبر 2022) كاتب صحافي وأديب ومؤرخ يمني.

## سيرة
ولد سعيد الجناحي في قرية الأشعاب/ الأغابرة، اليمن في 7 ديسمبر 1937 غادر قريته إلى عدن وهو بعمر 12 سنه إلى حيث كان والده قد فضل الاستقرار في عدن، انهى دراسته الابتدائية والمتوسطة في المدرسة الأهلية بالتواهي، ثم واصل تحصيله العلمي مع مجموعة من أقاربه وأبناء قريته تحت إشراف عمه محمد، التحق للعمل في «شركة CCC للمقاولات والبناء» ونقل سكنة إلى منطقة القاهرة في مدينة الشيخ عثمان، ثم انتقل للعمل بشركة «ماذر كات» كموظف مكتبي صغير، التحق خلال ذلك بمركز الحصيني بالشيخ عثمان واجتاز دورتين في اللغة الإنجليزية، ثم التحق بـمعهد دار عمان بالأردن للدراسة بالمراسلة. بدأ حياته في الصحافة من خلال عدة مقالات كان يبعثها إلى صحيفة الأيام عدن كانت تنشر في باب القراء، ثم تطور إلى كتابة القصة القصيرة ولكن تحت اسم مستعار (شقراء الشيخ عثمان) وكتب أول قصة قصيرة بعنوان: «زفاف نعش»، واستمر كذلك يكتب بالاسم المستعار، وكان الأستاذ محمد علي باشراحيل (مؤسس صحيفة الأيام عام 1958م بعدن) علم بالأمر متأخراً ومع ذلك سمح له بمواصلة الكتابة بالاسم المستعار لفترة من الوقت، وهو من أوائل الملتحقين بـ حركة القوميين العرب، ويعتبر من قدماء مناضلي الحركة الوطنية اليمنية ومن الرواد المؤسسين لـ اتحاد الأدباء والكتاب اليمنيين (انتخب إلى عضوية مجلسه التنفيذي وأمانته العامة 1987-1990).

## أعماله
شارك سعيد الجناحي في نقل ساعة الصفر عشية ثورة 26 سبتمبر 1962م من صنعاء إلى تعز.
- من قدماء الأعضاء اليمنين والمؤسسين لـحركة القوميين العرب في اليمن، ويعتبر من قدماء مناضلي الحركة الوطنية اليمنية، عمل في مجال الثقافة والإعلام حيث عمل كمدير تحرير «صحيفة 14 أكتوبر» بعدن (1970-1971م) ومدير تحرير مجلة الثقافة الجديدة بعدن (1971) وفي نفس العام: مدير عام الثقافة بوزارة الثقافة بعدن في جمهورية اليمن الديمقراطية الشعبية (اليمن الجنوبي)، وفي عام 1980 أسس صحيفة الأمل اليمنية في صنعاء (أول صحيفة معارضة في اليمن شمالاً وجنوبا) واستمرت بالصدور حتى عام 1990م، كماأصدر 12 كتاباً في تاريخ الثورة، والنضال الوطني، والصحافة اليمنية.

## الأوسمة التي تقلدها
- تقلد العديد من الأوسمة منها: وسام 14 أكتوبر من الدرجة الأولى (مايو 1990).
- وحاز على الميدالية الذهبية من منظمة الصحفيين العالمية 1972، ووسام الآداب والفنون من الدرجة الأولى 1981.

تجمعه صلة بالزعيم عبد الفتاح إسماعيل (من مؤسسي الحزب الاشتراكي اليمني وأول أمين عام لهذا الحزب الذي أغتيل في الحرب الأهلية التي اندلعت في 13 يناير 1986[[جمهورية اليمن الديمقراطية الشعبية (1968فيما عرفت بـأحداث 13 يناير 13 يناير بين الجناجي الرئيسيين للحزب الحاكم في جنوب اليمن).
حيث إن الرئيس السابق عبد الفتاح إسماعيل علي هو عم الأستاذ سعيد أحمد إسماعيل علي (الجناحي).